# Región Geográfica Intermedia de Curitiba
La región geográfica intermedia de Curitiba es una de las seis regiones intermedias del estado brasileño de Paraná y una de las 134 regiones intermedias de Brasil, creadas por el Instituto Brasileño de Geografía y Estadística (IBGE) en 2017. Está compuesta por 45 municipios, distribuidos en tres regiones geográficas inmediatas.
Su población total estimada por el Instituto Brasileño de Geografía y Estadística (IBGE) para julio de 2018 era de 4 085 558 habitantes, distribuidos en una área total de 29 949.220 km².
Curitiba es el municipio más poblado de la región intermedia, además de ser la capital del estado, con 1 773 718 habitantes, en consonancia con el censo de 2022 del IBGE.

## Regiones inmediatas
| Región Geográfica Inmediata | Código | Municipios            |
| --------------------------- | ------ | --------------------- |
| Curitiba                    | 410001 | Adrianópolis          |
| Curitiba                    | 410001 | Agudos do Sul         |
| Curitiba                    | 410001 | Almirante Tamandaré   |
| Curitiba                    | 410001 | Araucária             |
| Curitiba                    | 410001 | Balsa Nova            |
| Curitiba                    | 410001 | Bocaiúva do Sul       |
| Curitiba                    | 410001 | Campina Grande do Sul |
| Curitiba                    | 410001 | Campo do Tenente      |
| Curitiba                    | 410001 | Campo Largo           |
| Curitiba                    | 410001 | Campo Magro           |
| Curitiba                    | 410001 | Cerro Azul            |
| Curitiba                    | 410001 | Colombo               |
| Curitiba                    | 410001 | Contenda              |
| Curitiba                    | 410001 | Curitiba              |
| Curitiba                    | 410001 | Doutor Ulysses        |
| Curitiba                    | 410001 | Fazenda Rio Grande    |
| Curitiba                    | 410001 | Itaperuçu             |
| Curitiba                    | 410001 | Lapa                  |
| Curitiba                    | 410001 | Mandirituba           |
| Curitiba                    | 410001 | Piên                  |
| Curitiba                    | 410001 | Pinhais               |
| Curitiba                    | 410001 | Piraquara             |
| Curitiba                    | 410001 | Quatro Barras         |
| Curitiba                    | 410001 | Quitandinha           |
| Curitiba                    | 410001 | Rio Branco do Sul     |
| Curitiba                    | 410001 | Rio Negro             |
| Curitiba                    | 410001 | São José dos Pinhais  |
| Curitiba                    | 410001 | Tijucas do Sul        |
| Curitiba                    | 410001 | Tunas do Paraná       |
| Paranaguá                   | 410002 | Antonina              |
| Paranaguá                   | 410002 | Guaraqueçaba          |
| Paranaguá                   | 410002 | Guaratuba             |
| Paranaguá                   | 410002 | Matinhos              |
| Paranaguá                   | 410002 | Morretes              |
| Paranaguá                   | 410002 | Paranaguá             |
| Paranaguá                   | 410002 | Pontal do Paraná      |
| União da Vitória            | 410003 | Antônio Olinto        |
| União da Vitória            | 410003 | Bituruna              |
| União da Vitória            | 410003 | Cruz Machado          |
| União da Vitória            | 410003 | General Carneiro      |
| União da Vitória            | 410003 | Paula Freitas         |
| União da Vitória            | 410003 | Paulo Frontin         |
| União da Vitória            | 410003 | Porto Vitória         |
| União da Vitória            | 410003 | São Mateus do Sul     |
| União da Vitória            | 410003 | União da Vitória      |